# Hahnenkamp
Der Hahnenkamp ist ein Naturschutzgebiet in den niedersächsischen Städten Sehnde und Lehrte in der Region Hannover.
Das Naturschutzgebiet mit dem Kennzeichen NSG HA 133 ist circa 46 Hektar groß. Es ist deckungsgleich mit dem gleichnamigen FFH-Gebiet. Nach Süden grenzt es an das Landschaftsschutzgebiet „Billerbachwiesen“ sowie nach Osten an das jenseits einer Straße liegende Landschaftsschutzgebiet „Sohrwiesen“. Das Gebiet steht seit dem 29. Juni 1988 unter Naturschutz. Zuständige untere Naturschutzbehörde ist die Region Hannover.
Das Naturschutzgebiet liegt südöstlich von Lehrte und nordöstlich von Sehnde in der Niederung des Ritter- und des Billerbachs. Es wird überwiegend von artenreichem Feuchtgrünland geprägt. Daneben finden sich Feuchtgebüsche und einzelne kleinere Tümpel mit Wasserschwaden, Rohrglanzgras- und Schilfröhricht. Die Grünlandflächen sind vielfach von ausgedehnten Hochstaudenfluren umgeben. Kleinflächig sind als Besonderheit Pflanzengesellschaften der Kalkpfeifengraswiese und der Wiesenknopf-Rossfenchelwiese mit zahlreichen extrem seltenen Pflanzenarten zu finden.
Teile des Naturschutzgebietes werden ackerbaulich genutzt, weitere Flächen liegen brach.